# Формула-1 — Гран-прі Швейцарії
Гран-прі Швейцарії (фр. Grand Prix de Suisse, нім. Großer Preis der Schweiz, італ. Gran Premio di Svizzera) — колишні головні автомобільні перегони Швейцарії. Входило до Чемпіонату світу Формули-1 в свої останні роки проведення.

## Історія

### Бремгартен (1934–1939, 1947–1954)
Перші автоперегони Гран-прі пройшли в Швейцарії в 1934 році на автодромі Бремгартен, розташований недалеко від міста Бремгартен-бай-Берн, неподалік від фактичної столиці Швейцарії Берна. Бремгартен була домінуючою трасою на швейцарській гоночній сцені. Це був швидкісний трек довжиною 7,27 кілометрів, який складався з доріг загального використання, які проходили через приголомшливу сільську місцевість і ліси, без жодної реальної прямої. Через обсаджені деревами дороги Бремгартена, часто погані умови освітлення та зміни дорожнього покриття, траса вважалася дуже небезпечною. Особливо в дощову погоду – навіть після того, як припинявся дощ і з'являлось сонце, траса закрита деревами залишалась вологою, ще принаймні годину. Умови на цій трасі були схожі на умови на Нюрбургрингу в Західній Німеччині, що зробило її такою ж популярною серед гонщиків.
Перше Гран-прі Швейцарії не входило до чемпіонату, а переможцем став Ганс Штук за кермом Auto Union, британський гонщик Г'ю Гамільтон загинув у жахливій аварії на своєму Maserati. Переднє ліве колесо автомобіля зламалося в дуже швидкому повороті Wohlenstrasse, і Гамільтон втратив контроль, після цього машина врізалася в дерево та пролетіла ще приблизно 20 метрів, перш ніж зупинилась від зіткнення з більшим деревом. Машина була розбита вщент, а Гамільтон миттєво загинув на місці. Незважаючи на цей випадок, Гран-прі Швейцарії входила до Чемпіонату Європи з 1935 по 1939 роки, протягом якого домінували німецькі «Срібні стріли».
Перегони Гран-прі повернулися після Другої світової війни, а траса Бремгартен залишилася домом для Гран-прі Швейцарії. Першу післявоєнну гонку виграв француз Жан-П'єр Вімілль, а в 1948 році гонка в Швейцарії пройшла під назвою Гран-прі Європи, у той час ця назва була почесним титулом, який щороку надавався одній з гонок Гран-прі в Європі. Ця подія, яка стала, мабуть, найтрагічнішим Гран-прі 1940-х років, відзначилась численними смертями та серйозними травмами внаслідок масових аварій на трасі протягом усього гоночного вікенду. Італійський гонщик-ветеран і легенда перегонів до Другої світової війни Акілле Варці загинув під час дощової практики за кермом Alfa Romeo — у ті часи шоломи не були обов’язковими, і Варці, чия Alfa перекинулася під час аварії, був розчавлений 700-кілограмовою Alfetta, що більш ніж у 10 разів перевищувало його вагу (Варці не носив шолома, а автомобілі в ті часи не мали захисту від перекидання). Під час перегонів також загинув швейцарець Крістіан Кауц за кермом Maserati після того, як вилетів за межі траси та врізався у насип в другому повороті Eymatt. гонку виграв Карло Феліче Троссі. Француз Моріс Трентіньян ледь не загинув в іншій аварії після того, як він розбився, його викинуло з машини на трасу, де він залишився лежати непритомним. Троє водіїв, у тому числі Ніно Фаріна, вилетіли та розбилися, намагаючись уникнути нерухомого Трентіньяна, який вижив після численних серйозних травм та восьми днів у комі.
У 1950 році Гран-прі Швейцарії стало частиною нового Чемпіонату світу Формули-1 (хоча на той час усі гонки проходили в Європі, за винятком 500 миль Індіанаполіса, але ця гонка не відповідала правилам Формули-1). Цю гонку виграв італієць Ніно Фаріна, який згодом став першим чемпіоном світу Формули-1. У 1951 році аргентинець Хуан-Мануель Фанхіо домінував в гонці на своїй Alfa Romeo після того, як скористався помилковим рішенням Фаріни не робити піт-стоп для заміни шин під час підсихання траси після дощу. У 1952 році італієць П’єро Таруффі здобув свою першу й єдину перемогу у Формулі-1. Це також була єдина гонка чемпіонату (крім 500 миль Індіанаполіса), яку не виграв того року його товариш по команді Ferrari і земляк Альберто Аскарі. Видатний довоєнний гонщик і триразовий переможець Гран-прі Швейцарії Рудольф Караччіола брав участь у гонці підтримки на спортивних автомобілях та врізався в дерево, і внаслідок жорстокої аварії, що сталася, він зламав ногу, що фактично призвело до завешення його довгої гоночної кар’єри. У 1953 році Аскарі довелось відігравати втрачені позиції після піт-стопу, через несправність з двигуном на своєму боліді Ferrari. Він повернувся четвертим та показав вражаючу гонку, обійшовши Фанхіо на Maserati та своїх товаришів по команді Фаріну та Майка Готорна, щоб здобути перемогу. Аскарі також виграв свій другий титул чемпіона по завершенню цього Гран-прі. У 1954 році Фанхіо, вже за кермом Mercedes, лідирував від старту до фінішу в дощову гонку, а також достроково здобув свій другий титул чемпіона, випередивши свого співвітчизника Хосе Фройлана Гонсалеса з Ferrari.
Однак у 1955 році Гран-прі Швейцарії на трасі Бремгартен не відбулося. Після катастрофи в Ле-Мані у Франції того року, в якій загинуло понад 80 людей, уряд Швейцарії оголосив кільцеві автоперегони небезпечним видом спорту, і їх негайно заборонили. Це змусило організаторів скасувати Гран-прі того року, а Бремгартен був остаточно покинутий і більше ніколи не використовувався для автоперегонів.

### Діжон-Пренуа (1975, 1982)
Гран-прі Швейцарії повернулося в 1975 році як Гран-прі поза чемпіонатом та було проведено на трасі Діжон-Пренуа в Франції, поблизу кордону з Швейцарією. Перемогу в гонці здобув швейцарець Клей Реґаццоні. Після цього Гран-прі Швейцарії відбулося лише один раз, коли повернулося до Чемпіонату світу Формули-1 у 1982 році. Гонка 1982 року, яка також відбулася в Діжоні, була організована швейцарським автоклубом і завершилась першою перемогою у Формулі-1 для майбутнього чемпіона Кеке Росберга, який виступав за команду Williams. Росберг продемонстрував жваву гонку, під час якої він обігнав кілька суперників та на деякий час затримався за Андреа де Чезарісом, після чого наздогнав і пройшов лідера гонки Алена Проста. Незважаючи на те, що обидві гонки 1975 і 1982 років проходили на території Франції, автодром у Діжоні був поблизу франко-швейцарського кордону, причому обидві гонки були організовані Швейцарським автомобільним клубом.

### Законодавство
6 червня 2007 року законодавчий орган Швейцарії проголосував за зняття заборони на кільцеві перегони в Швейцарії, 97 голосів «за» і 77 «проти». Однак згодом це рішення не було ратифіковано Радою кантонів Швейцарії (Сенатом). У 2015 році уряд Швейцарії вирішив пом’якшити закон, дозволивши проводити в Швейцарії гоночні змагання лише для електромобілів. У результаті 10 червня 2018 року Швейцарія прийняла свої перші за 64 роки автоперегони, коли був проведений перший еПрі Цюриха як етап чемпіонату Формули E на повністю електричних автомобілях.

## Переможці Гран-прі Швейцарії

### Багаторазові переможці

#### Пілоти
Рожевим фоном вказані перегони, які не увійшли до заліку Чемпіонату Світу.

Жовтим фоном вказані перегони, які входили до довоєнного Чемпіонату Європи.
| К-сть    | Пілот               | Роки             |
| -------- | ------------------- | ---------------- |
| 3        | Рудольф Караччіола  | 1935, 1937, 1938 |
| 2        | Альберто Аскарі     | 1949, 1953       |
| 2        | Хуан Мануель Фанхіо | 1951, 1954       |
| Джерело: |                     |                  |

#### Конструктори
Рожевим фоном вказані перегони, які не увійшли до заліку Чемпіонату Світу.

Жовтим фоном вказані перегони, які входили до довоєнного Чемпіонату Європи.

Жирним шрифтом виділені конструктори, які беруть участь в поточному сезоні чемпіонату Формули-1.
| К-сть    | Конструктор | Роки                         |
| -------- | ----------- | ---------------------------- |
| 5        | Mercedes    | 1935, 1937, 1938, 1939, 1954 |
| 4        | Alfa Romeo  | 1947, 1948, 1950, 1951       |
| 4        | Ferrari     | 1949, 1952, 1953, 1975       |
| 2        | Auto Union  | 1934, 1936                   |
| Джерело: |             |                              |

#### Виробники двигунів
Рожевим фоном вказані перегони, які не увійшли до заліку Чемпіонату Світу.

Жовтим фоном вказані перегони, які входили до довоєнного Чемпіонату Європи.

Жирним шрифтом виділені виробники двигунів, які беруть участь в поточному сезоні чемпіонату Формули-1.
| К-сть    | Виробник   | Роки                         |
| -------- | ---------- | ---------------------------- |
| 5        | Mercedes   | 1935, 1937, 1938, 1939, 1954 |
| 4        | Alfa Romeo | 1947, 1948, 1950, 1951       |
| 4        | Ferrari    | 1949, 1952, 1953, 1975       |
| 2        | Auto Union | 1934, 1936                   |
| Джерело: |            |                              |

### По роках

Траса Бремгартен, що використовувалась в 1934–1939 та 1947–1954 роках.

Рожевим фоном вказані перегони, які не увійшли до заліку Чемпіонату Світу.

Жовтим фоном вказані перегони, які входили до довоєнного Чемпіонату Європи.
| Рік         | Пілот                                    | Конструктор                              | Траса                                    | Звіт                                     |
| ----------- | ---------------------------------------- | ---------------------------------------- | ---------------------------------------- | ---------------------------------------- |
| 1934        | Ганс Штук                                | Auto Union                               | Бремгартен                               | Звіт                                     |
| 1935        | Рудольф Караччіола                       | Mercedes-Benz                            | Бремгартен                               | Звіт                                     |
| 1936        | Бернд Роземаєр                           | Auto Union                               | Бремгартен                               | Звіт                                     |
| 1937        | Рудольф Караччіола                       | Mercedes-Benz                            | Бремгартен                               | Звіт                                     |
| 1938        | Рудольф Караччіола                       | Mercedes-Benz                            | Бремгартен                               | Звіт                                     |
| 1939        | Герман Ланг                              | Mercedes-Benz                            | Бремгартен                               | Звіт                                     |
| 1940 – 1946 | Не проводилось через Другу світову війну | Не проводилось через Другу світову війну | Не проводилось через Другу світову війну | Не проводилось через Другу світову війну |
| 1947        | Жан-П'єр Вімілль                         | Alfa Romeo                               | Бремгартен                               | Звіт                                     |
| 1948        | Карло Феліче Троссі                      | Alfa Romeo                               | Бремгартен                               | Звіт                                     |
| 1949        | Альберто Аскарі                          | Ferrari                                  | Бремгартен                               | Звіт                                     |
| 1950        | Ніно Фаріна                              | Alfa Romeo                               | Бремгартен                               | Звіт                                     |
| 1951        | Хуан-Мануель Фанхіо                      | Alfa Romeo                               | Бремгартен                               | Звіт                                     |
| 1952        | П'єро Таруффі                            | Ferrari                                  | Бремгартен                               | Звіт                                     |
| 1953        | Альберто Аскарі                          | Ferrari                                  | Бремгартен                               | Звіт                                     |
| 1954        | Хуан-Мануель Фанхіо                      | Mercedes                                 | Бремгартен                               | Звіт                                     |
| 1955 – 1974 | Не проводилось                           | Не проводилось                           | Не проводилось                           | Не проводилось                           |
| 1975        | Клей Реґаццоні                           | Ferrari                                  | Діжон-Пренуа (Франція)                   | Звіт                                     |
| 1976 – 1981 | Не проводилось                           | Не проводилось                           | Не проводилось                           | Не проводилось                           |
| 1982        | Кеке Росберг                             | Williams-Ford                            | Діжон-Пренуа (Франція)                   | Звіт                                     |
| Джерело:    |                                          |                                          |                                          |                                          |